# Principauté épiscopale de Bamberg
Pour les articles homonymes, voir Bamberg (homonymie).
1245–1803
Entités précédentes :
- Duché de Franconie

Entités suivantes :
- Électorat de Bavière

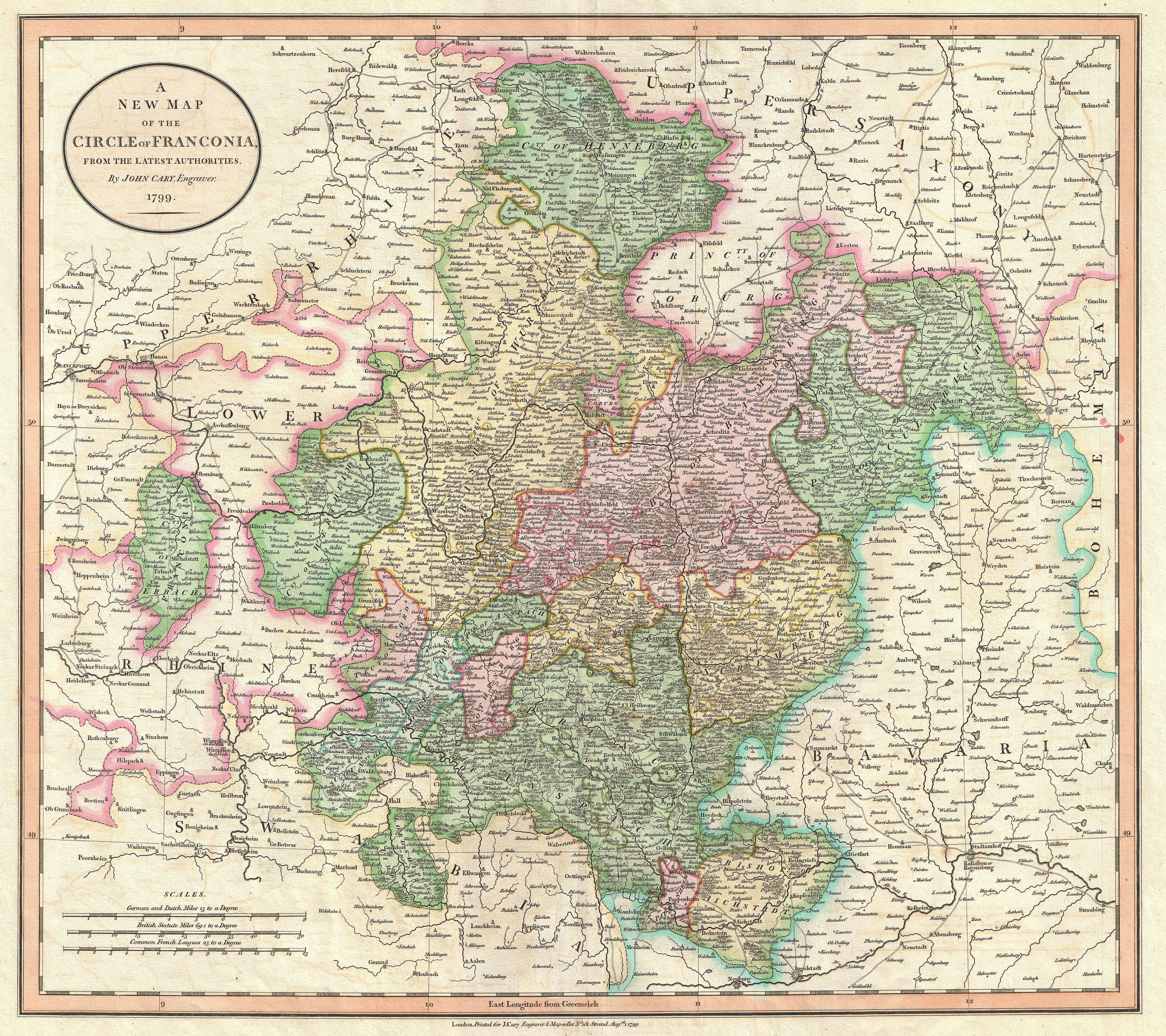
La principauté épiscopale de Bamberg (en rose).

La principauté épiscopale de Bamberg ou évêché de Bamberg (en allemand : Hochstift Bamberg) est un État du Saint-Empire romain germanique. Les évêques de Bamberg, qui relèvent du duché de Franconie, obtiennent l'immédiateté impériale comme seigneurs temporels de la principauté épiscopale (Hochstift) vers l'an 1245 et font partie du collège des princes ecclésiastiques à la Diète d'Empire. Leur État a existé pendant presque 550 ans, jusqu'à sa sécularisation en faveur de l'électorat de Bavière lors du recès d'Empire en 1803.
Les frontières de la principauté et du diocèse de Bamberg, fondé par le roi Henri II dit le Saint en 1007, ne coïncident pas. Dans le périmètre du diocèse, tout d'abord suffragant de la province ecclésiastique de Mayence, l'autorité spirituelle de l’évêque s’étend sur une plus grande partie de la région de Franconie entre les rivières Main et Regnitz. Le siège de la principauté et du diocèse est à Bamberg.

## Territoire
Juste avant la sécularisation, le territoire de la principauté comprend une zone d'environ 3500 kilomètres carrés en Franconie, mais également, jusqu'en 1759, des vastes domaines dans le duché de Carinthie où les princes-évêques possèdent les villes de Villach, de Tarvis et de Feldkirchen, la vallée de la Lavant autour de Wolfsberg et Griffen, ainsi que certains cols alpins d'importance stratégique. Le prince-évêque de Bamberg avait renoncé à sa souveraineté sur ces territoires en 1675, avant de les vendre aux Habsbourg en 1759. Il a également été propriétaire de Kirchdorf an der Krems, en Haute-Autriche, du XIe au XVIIIe siècle.

## Histoire

### La création du diocèse

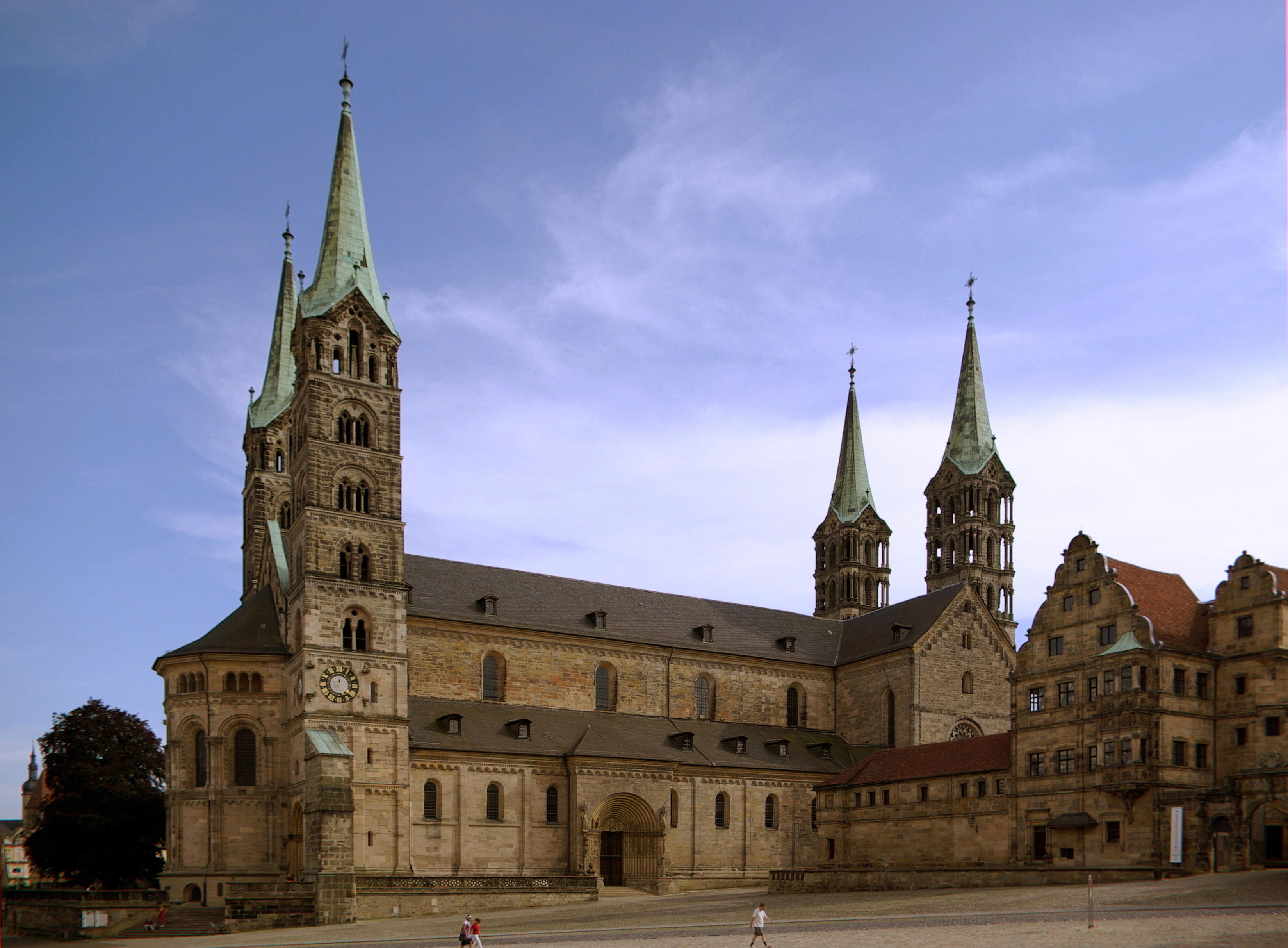
La cathédrale de Bamberg.

Pour assurer son élection au roi des Romains en 1002 contre ses rivaux Ekkehard de Misnie et Hermann II de Souabe, Henri II promet au margrave Henri de Schweinfurt que s'il le soutient, il lui confèrera le titre de duc. Henri II n'ayant pas tenu ses promesses, le margrave lance une révolte qui se termine mal puisqu'il perd ses États.
Henri II en profite pour créer le diocèse de Bamberg sur l'ancien territoire du magrave Henri, le long de la rivière Regnitz. Au synode de Francfort, qui commence le 1er novembre 1007, il obtient le consentement de l'archevêque Willigis de Mayence en sa qualité de suppléant du pape Jean XVIII et de nombreux autres évêques. Le roi Henri II espère, avec l'évêché de Bamberg, avoir un corridor qui lui soit favorable dans son Empire, dont les évêques ne seront pas soumis à des intérêts dynastiques.
Le premier évêque de Bamberg, Eberhard († 1040), reçoit les ordres de l'archevêque Willigis pendant ce même synode de Francfort. Son successeur, Suidger, devient Pape sous le nom de Clément II de 1046 jusqu'à sa mort en 1047. Vers 1070, l'abbaye de Banz est fondée au nord de Bamberg sous l'égide de l'évêque Hermann Ier qui est finalement déposé par le pape Grégoire VII pour simonie et gaspillage. Pendant la querelle des Investitures, son successeur Rupert se prononce lors de la diète de Worms en 1076 contre le pape. Il est excommunié, mais fait amende honorable plus tard et est réintégré. Le célèbre évêque Othon de Bamberg († 1139), l' « apôtre de la Poméranie », est canonisé en 1189.
Après la mort d'Oton, les évêques sont élus en manière générale par le chapitre de la cathédrale de Bamberg et reprennent leurs distances vis-à-vis des souverains du Saint-Empire. Eckbert von Andechs-Meranien († 1237) est un adversaire du roi Philippe de Souabe et on pense qu'il a participé à son assassinat en 1208 ; son descendant Poppon est déposé par l'empereur Frédéric II en 1242.

### La naissance de la principauté

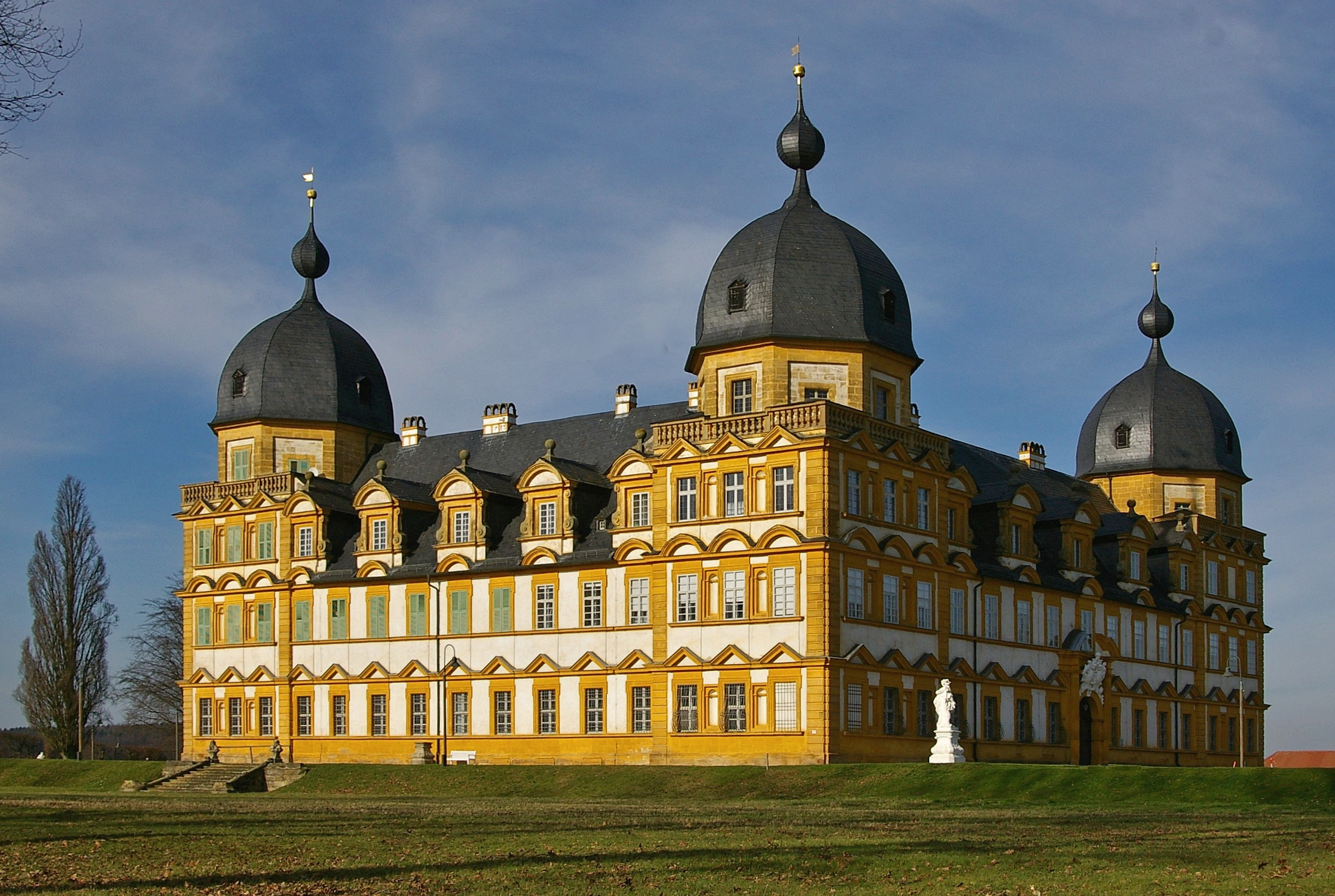
Le château de Seehof, résidence d'été des princes-évêques.

Après la destitution de Poppon en 1242, Heinrich von Bilversheim est nommé évêque de Bamberg. Issu d'une famille de ministériels, il est resté fidèlement attaché à l'Empereur, pourtant en conflit avec la Curie romaine. Il reçoit de l'Empereur l'immédiateté impériale et le titre de prince-évêque. Ce n'est que lorsque le pape Innocent IV tient le concile de Lyon en 1245, au cours duquel il promulgue une sentence solennelle de déposition de l'Empereur, qu'Heinrich von Bilversheim change de camp. L'évêque est récompensé par l'exemption de son diocèse de l'autorité de la province ecclésiastique de Mayence.
Au Moyen Âge tardif, sous le règne de la maison de Luxembourg, le prince-évêque Lambert de Buren († 1399) occupe une place prépondérante en tant que consultant auprès de l'empereur Charles IV et de son fils le roi Venceslas. Pendant les croisades contre les hussites, l'évêque Friedrich von Aufsess doit fuir vers la Carinthie et finalement abdiquer en 1431. À partir de 1475, le prince-évêque Philippe d'Henneberg († 1487) fait reconstruire un nombre de forteresses dans sa principauté ; il chasse les Juifs de ses terres et accumule des grands trésors. Ces richesses seront très utiles à son successeur Heinrich Groß von Trockau dans sa lutte contre le margrave Casimir de Brandebourg-Culmbach.